# Список округів штату Делавер
Американський штат Делавер поділяється на 3 округи.
| Код FIPS | Назва    | Англійська назва  | Населення (осіб) | Площа (км²) |
| -------- | -------- | ----------------- | ---------------- | ----------- |
| 10001    | Кент     | Kent County       | 126 697          | 2067        |
| 10003    | Нью-Касл | New Castle County | 500 265          | 1279        |
| 10005    | Сассекс  | Sussex County     | 156 638          | 3098        |